# 早瀨圭人
早瀨圭人（日語：早瀬 圭人，はやせ けいと；1998年1月19日—）是日本的一位男演員，出身於茨城縣。2016年，他獲得東京理科大學先生競賽的第一位。他之前的藝名是早瀨慧，在2021年改為現名。

## 外部連結
- STARDUST - スターダストプロモーション制作1部 - 早瀬圭人のプロフィール （页面存档备份，存于）
- 早瀨圭人的X（前Twitter）
- 早瀨圭人的Instagram帳戶